# أندري ريو
أندري ريو اسمه بالكامل هو أندريه ليون ماري نيكولا ريو (André Léon Marie Nicolas Rieu) ولد في 1 أكتوبر 1949 وهو عازف كمان هولندي الأصل قائد أوركسترا يوهان شتراوس لعزف الفالس (Waltz). حيث قاموا معاً بتوسيع انتشار الموسيقى الكلاسيكية وموسيقى الفالس في جميع أنحاء العالم عبر الجولات التي قاموا بها، وقد لاقت هذه الحفلات نجاحاً كما بعض أكبر أعمال البوب وموسيقى الروك العالمية. وقد تم تكريم ريو عدة مرات منها وسام الأسد الهولندي (Order of the Netherlands Lion) من قبل هولندا، وفارس من نقابة الفنون والآداب (Ordre des Arts et des Lettres) من فرنسا، ووسام الشرف من قبل محافظة مسقط رأسه ليمبورغ.
يعتبر أندري ريو (سفير رقصة فالس) لاحرازه أفضل مبيعات في ألمانيا، هولاندا وفرنسا، بأسلوبه الكلاسيكي المجدد استطاع أن يصل إلى 10 ملايين أسطوانة في أكثر من 30 بلد.
ينتمي أندري إلى عائلة كبيرة وكان والده مخرج فرقة موسيقيّة كلاسيكة مما دفع أندري إلى مستقبله، بدأ يعزف الكمان في سن الخامسة وبدأ بعزف الفالس في بداية شبابه، انضم إلى فرقة ليمبورخ كعازف كمان وسجل أول اسطوانة له في 1994 سميت في أمريكا (من هولاندا مع الحـب) وفي أوروبا ب رقصة فالس.

## النشأة ودراسته
ولد اندري ريو لعائلة موسيقية مسيحية، في الأول من أكتوبر من عام 1949 في مدينة ماسترخت في هولندا. اسم ريو هوغنوتي فرنسي المنشأ.
بدأ ريو دراسة العزف على الكمان في الخامسة من عمره. وقد كان والده - الذي يحمل نفس الاسم- قائد الأوركسترا للسمفونيات في ماسترخت.
ومن عمر صغير جداً أبدى ريو إعجاباً وافتناناً كبيرين بالأوركسترا. وقد درس الكمان في المعهد الموسيقي الملكي في لييج والكونسرفاتوار في ماسترخت، (1968-1973). ومن عام 1974 ل 1977، انضم ريو لأكاديمية الموسيقى في بريسيل.

## ألبوماته
- Merry Christmas
- In concert
- Romantic moments
- Konig Der Strauss Melodie
- Hollands Glorie
- Tour d'amour
- Romantic Paradise
- The flying Dutchman
- Songs from my heart
- Weihnachten Rund Um Die world
- The second waltz - فردية
- The last rose - فردية

## روابط خارجية
- أندري ريو على موقع IMDb (الإنجليزية)
- أندري ريو على موقع مونزينجر (الألمانية)
- أندري ريو على موقع ميوزك برينز (الإنجليزية)
- أندري ريو على موقع إن إن دي بي (الإنجليزية)
- أندري ريو على موقع أول ميوزيك (الإنجليزية)
- أندري ريو على موقع ديسكوغز (الإنجليزية)
- أندري ريو على موقع قاعدة بيانات الفيلم (الإنجليزية)

## وصلات خارجيــة
الصفـحـة الرئيـسـية لأندري ريو